# Trogoblemma
Trogoblemma is een geslacht van vlinders van de familie Uilen (Noctuidae), uit de onderfamilie Acontiinae.

## Soorten
- T. acutalis Schaus, 1906
- T. cacodoxica Dyar, 1914
- T. lilacina Jones, 1914
- T. lucens Schaus, 1914
- T. modesta Schaus, 1911
- T. sericata Schaus, 1914
- T. serralis Jones, 1914